# Ayumu Gorōmaru
Ayumu Gorōmaru (五郎丸 歩?, Gorōmaru Ayumu; Fukuoka, 1º marzo 1986) è un ex rugbista a 15 giapponese, miglior realizzatore internazionale per il suo Paese con 711 punti.

## Biografia
Ancora studente presso l'università di Waseda, e militante nella relativa squadra di rugby, esordì diciannovenne in Nazionale il 16 aprile 2005 a Montevideo contro l'Uruguay in occasione di un tour in Sudamerica; un mese più tardi, in occasione della Super Cup, si rese protagonista a Tokyo contro la Romania di un gesto tecnico che spinse Rich Freeman del Japan Times a parlare di lui come «la faccia del futuro [del rugby giapponese]»: sul punteggio bloccato sul 16 pari a sette minuti dalla fine, un break di Gorōmaru mise Daisuke Ohata in grado di marcare e di andare a vincere l'incontro.
Con l'avvento di Jean-Pierre Élissaldes sulla panchina del Giappone Gorōmaru non fu più utilizzato; nel frattempo messo sotto contratto dalla squadra professionistica del Yamaha Júbilo, in Top League, tornò in Nazionale sotto la guida del neozelandese John Kirwan, con cui vinse il campionato asiatico 2009 ma dalle cui preferenze per la Coppa del Mondo di rugby 2011 fu escluso.
Fu con l'australiano Eddie Jones che Gorōmaru divenne un elemento fisso della squadra, a partire dall'inizio delle qualificazioni alla Coppa del Mondo 2015, che per l'Asia coincisero con il Five Nations 2012.
Nel 2014 ottenne la qualificazione alla Coppa del Mondo di rugby 2015 e il suo terzo titolo d'Asia consecutivo; l'anno successivo giunse anche la convocazione alla competizione mondiale in Inghilterra.
Nella prima partita che vide impegnato il Giappone, contro il Sudafrica a Brighton, Gorōmaru si rese protagonista di quello che la stampa di tutto il mondo definì il risultato più sorprendente di tutta la storia della competizione, se non addirittura della disciplina: già autore di 24 punti nel corso dell'incontro che, nel tempo di recupero, vedeva gli Springbok avanti nel punteggio per 32-29, Gorōmaru diede il via a un'azione che mise in condizione Karne Hesketh di andare a meta e passare in vantaggio per 34-32; divenne ininfluente la mancata trasformazione dello stesso Gorōmaru, essendo ormai la partita terminata.
Oltre a essere la prima vittoria giapponese dalla Coppa del Mondo di rugby 1991, 24 anni prima, fu anche la prima affermazione di sempre del Giappone sui sudafricani e risultato più inatteso della storia della competizione, tanto che gli allibratori, per invitare scommesse su tale esito, l'avevano quotato non meno di 30:1.
A novembre 2015 Gorōmaru firmò un contratto per la franchise australiana di Brisbane dei Reds a partire dall'edizione 2016 del Super Rugby.
Con 58 punti marcati nelle quattro partite della competizione (tre vittorie e una sconfitta) Gorōmaru è stato il miglior marcatore della sua squadra; inoltre, i 711 punti realizzati in 57 incontri con la maglia del Giappone lo rendono il miglior marcatore della Nazionale asiatica.

## Palmarès
- Campionati asiatici : 5
Giappone: 2009, 2012, 2013, 2014, 2015